# Porcupine Tree
A Porcupine Tree egy brit progresszív rock együttes volt, amelyet Steven Wilson alapított az angliai, Hertfordshireben található Hemel Hempsteadben, 1987-ben. Az együttes stílusára a korai időkben még a pszichedelikus rock volt leginkább jellemző, később tértek át a progresszív hangzásra. Legújabb munkáik már a progresszív metál stílusába sorolandók.
2007-es albumuk, a Fear of a Blank Planet már széles körű elismertséget hozott az együttesnek. 2010 óta inaktív a zenekar.

## Diszkográfia
- 1991: On the Sunday of Life
- 1993: Up the Downstair
- 1995: The Sky Moves Sideways
- 1996: Signify
- 1999: Stupid Dream
- 2000: Lightbulb Sun
- 2002: In Absentia
- 2005: Deadwing
- 2007: Fear of a Blank Planet
- 2009: The Incident
- 2022: Closure / Continuation

## Külső hivatkozások
- Hivatalos oldal